# Les Anges de Boston 2
Série
Les Anges de Boston
(1999)
Pour plus de détails, voir Fiche technique et Distribution.
Les Anges de Boston 2 (The Boondock Saints II: All Saints Day) est un film américain réalisé par Troy Duffy, sorti en 2009.
C'est la suite du film Les Anges de Boston, du même réalisateur, sorti dix ans plus tôt.

## Synopsis
Les frères Connor et Murphy McManus, surnommés « les Anges de Boston », se sont retirés dans une ferme en Irlande avec leur père depuis huit ans. Leur oncle vient les informer de l'assassinat d'un prêtre à Boston par un inconnu, qui utilise les anciennes méthodes des McManus. Les deux frères décident de repartir pour l'Amérique. Pendant ce temps, sur la scène du crime, les détectives sont accueillis par Eunice Bloom, agent des forces spéciales chargée de l'enquête. Très vite, les deux frères sont mis hors de cause, et il apparaît que le meurtre a été commandité par un homme mystérieux, connu sous le nom de "The Roman". Arrivés sur place, Connor et Murphy se lancent à sa poursuite, en marge de l'enquête officielle...

## Fiche technique
Sauf indication contraire, les informations mentionnées dans cette section peuvent être confirmées par la base de données cinématographiques IMDb,  présente dans la section « Liens externes ».
- Titre français : Les Anges de Boston 2
- Titre québécois : Mission des dieux 2: Jour des saints
- Titre original : The Boondock Saints II: All Saints Day
- Réalisation : Troy Duffy
- Scénario : Troy Duffy, d'après une histoire de Troy Duffy et Taylor Duffy
- Musique : Jeff Danna
- Photographie : Miroslaw Baszak
- Montage : Bill DeRonde
- Décors : Steve Shewchuk
- Costumes : Georgina Yarhi
- Production : Chris Brinker et Don Carmody
- Pays d'origine :  États-Unis
- Format : Couleurs - 2,35:1 - Dolby Digital - 35 mm
- Genre : action, thriller
- Langues originales : anglais, italien, espagnol
- Durée : 118 minutes, 138 minutes (director's cut)
- Dates de sortie[1] :
  -  États-Unis : 19 octobre 2009 (avant-première à Boston)
  -  États-Unis : 30 octobre 2009 (sortie limitée)
  -  États-Unis : 11 décembre 2009

 France : 16 juin 2010 (sortie en vidéo)

## Distribution
- Sean Patrick Flanery (VF : Éric Aubrahn) : Connor MacManus
- Norman Reedus (VF : Emmanuel Karsen) : Murphy MacManus
- Clifton Collins Jr. (VF : Jérôme Pauwels) : Romeo
- Julie Benz (VF : Anneliese Fromont) : Eunice Bloom
- Billy Connolly (VF : Vincent Grass) : Noah MacManus, dit « Il Duce »
- David Della Rocco (VF : Bruno Dubernat) : Rocco
- Paul Johansson (VF : Marc Bretonnière) : l'agent John Kuntsler
- Robert Mauriell (VF : Romain Altché) : Louis
- Robb Wells (VF : David Krüger) : Jimmy
- Pedro Salvin (VF : Enrique Carballido) : Cesar
- Joris Jarsky (VF : Damien Ferrette) : Lloyd
- David Ferry (VF : Jérôme Keen) : l'inspecteur Dolly
- Judd Nelson (VF : Gilles Morvan) : Concezio Yakavetta
- Peter Fonda (VF : Bernard Tiphaine) : Louis / The Roman
- Richard Fitzpatrick (VF : Gilbert Lévy) : le chef
- Gerard Parkes : Doc
- Willem Dafoe (VF : Patrick Laplace) : Paul Smecker (non crédité)

## Projet de suite
Le réalisateur-scénariste Troy Duffy évoque une potentielle suite, lors d'une interview en juin 2011. Il précise avoir été contacté pour faire une série télévisée qui ferait suite aux deux précédents films. En mars 2012, Sean Patrick Flanery et Norman Reedus révèlent que le scénario d'un troisième film a été écrit et s'intitule The Boondock Saints III: Saints Preserve Us,. Cependant, en septembre 2012, Norman Reedus annonce qu'il n'y aura pas de troisième opus.
En février 2013, Troy Duffy annonce qu'il s'est entretenu avec Norman Reedus et Sean Patrick Flanery pour parler du projet. En juillet 2013, Troy Duffy annonce que le script est terminé. En mai 2017, Sean Patrick Flannery annonce sur Twitter que lui et Norman Reedus ont quitté le projet.